# Anopheles barianensis
Anopheles barianensis är en tvåvingeart som beskrevs av James 1911. Anopheles barianensis ingår i släktet Anopheles och familjen stickmyggor. Inga underarter finns listade i Catalogue of Life.